# Darius Ghindovean
Darius-Dacian Ghindovean (* 1. November 2001 in Mediaș, Siebenbürgen) ist ein rumänischer Fußballspieler, der momentan beim FC Universitatea Craiova unter Vertrag steht.

## Karriere

### Vereine
Darius Ghindovean wuchs in seiner rumänischen Heimat auf. 2016 kam er nach Deutschland, wo er zunächst in der B-Jugend des SC Kapellen-Erft spielte. Im Jahr darauf wechselte er zum MSV Duisburg, für dessen B-Jugend er in der Bundesliga auflief. Auch in seinem ersten A-Juniorenjahr war er beim MSV Stammspieler in der Bundesligamannschaft. In der Saison 2019/20, die von der COVID-19-Pandemie überschattet wurde, berief ihn Trainer Torsten Lieberknecht angesichts großer Personalprobleme in den Kader der Drittliga-Profimannschaft des MSV. Nachdem er zunächst ohne Einsatz dem Spieltagsaufgebot angehört hatte, gab er am 20. Juni 2020 sein Drittligadebüt, als er beim Spiel gegen Hansa Rostock in der Startelf der Duisburger stand. Zur Pause wurde er gegen Leroy Mickels ausgewechselt.
Nach 29 Drittligaeinsätzen verließ er den MSV Ende Januar 2022 und schloss sich dem Regionalligisten Preußen Münster an. Mit Preußen Münster gelang ihm in der Saison 2022/23 der Aufstieg in die 3. Liga sowie in der folgenden Saison 2023/24 der direkte Durchmarsch in die 2. Fußball-Bundesliga. Mit Ende der Saison 2023/24 lief sein Vertrag bei Preußen Münster aus. Er wechselte daraufhin zum rumänischen Zweitligisten FC Universitatea Craiova.

### Nationalmannschaft
Ab 2018 lief Ghindovean für mehrere Nachwuchsnationalmannschaften der Federația Română de Fotbal auf, darunter waren fünf Einsätze für die U-19-Auswahl seines Heimatlandes.

## Erfolge
Preußen Münster
- Meister der Regionalliga West und Aufstieg in die 3. Liga: 2023
- Aufstieg in die 2. Bundesliga: 2024